# Miłosław
Miłosław (niem. Liebenau, 1943-1945 Liebenstädt) – miasto w woj. wielkopolskim, w powiecie wrzesińskim, położone na Równinie Wrzesińskiej, siedziba gminy miejsko-wiejskiej Miłosław. W latach 1975–1998 miasto administracyjnie należało do woj. poznańskiego.
Według danych z 31 grudnia 2021 miasto liczyło 3497 mieszkańców.
Miłosław uzyskał lokację miejską w 1397 roku, zdegradowany przed 1500 rokiem, ponowne nadanie praw miejskich w 1539 roku.

## Historia

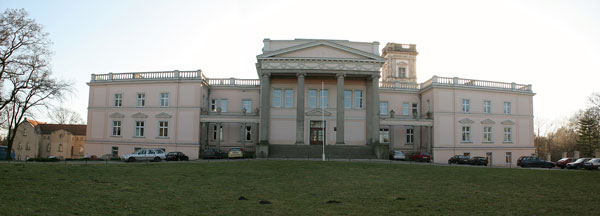
Pałac w Miłosławiu – ściana frontowa

Pierwsza wzmianka o Miłosławiu pochodzi z roku 1314, kiedy to miejscowość była własnością Miłosławskich herbu Doliwa. W 1382 r. zjazd rycerstwa wielkopolskiego przeciwnego oddaniu korony polskiej Zygmuntowi Luksemburskiemu. Prawa miejskie sprzed 1397 r., powtórna lokacja 1539 r. Od 1487 r. własność Górskich.
W czasie wojny trzynastoletniej Miłosław wystawił w 1458 roku 4 pieszych na odsiecz oblężonej polskiej załogi Zamku w Malborku.
W okresie reformacji silny ośrodek protestantyzmu – aż do roku 1627, kiedy to Górscy nawrócili się na katolicyzm. Później w posiadaniu Grabskich, a od 1777 – Mielżyńskich. Do czasów rozbiorów Polski miejscowość znajdowała się w granicach Rzeczypospolitej Obojga Narodów.  W 1793 roku po II rozbiorze Polski wraz z całą Wielkopolską miasto znalazło się pod zaborem pruskim. W 1806 roku wybuchło  na terenie Wielkopolski zwycięskie dla Polaków powstanie wielkopolskie, w wyniku którego w 1807 roku przyłączono miejscowość do  Księstwa Warszawskiego.
30 kwietnia 1848 roku w czasie powstania wielkopolskiego, które wybuchło  w okresie Wiosny Ludów miasto było miejscem zwycięskiej bitwy powstańców z wojskami pruskimi . W pierwszej dekadzie XX wieku ośrodek strajków szkolnych przeciw przymusowej germanizacji. W 1893 r. Miłosław kupił Józef Kościelski herbu Ogończyk; w rękach Kościelskich Miłosław pozostawał do 1939 r.
Podczas odsłonięcia pomnika Juliusza Słowackiego w 1899 przemawiał m.in. Henryk Sienkiewicz, a przemówienie pt. Mowa polska zostało później opublikowane.
W Miłosławiu odbywa się (przemiennie z Warszawą i Krakowem) uroczystość wręczania Nagrody Fundacji im. Kościelskich.
Od listopada 2018 roku burmistrzem Miłosławia jest Hubert Gruszczyński (wcześniej radny i przewodniczący rady miejskiej). Objął funkcję po Zbigniewie Skikiewiczu, który był burmistrzem blisko 20 lat.

## Demografia
Według danych GUS w dniu 31 grudnia 2021 r. Miłosław zamieszkiwało 3497 osób (z czego 1684 stanowili mężczyźni a 1813 kobiety), a gęstość zaludnienia wynosiła 784 osoby na kilometr kwadratowy. W Miłosławiu mieszka 0,1% mieszkańców Wielkopolski.

## Zabytki

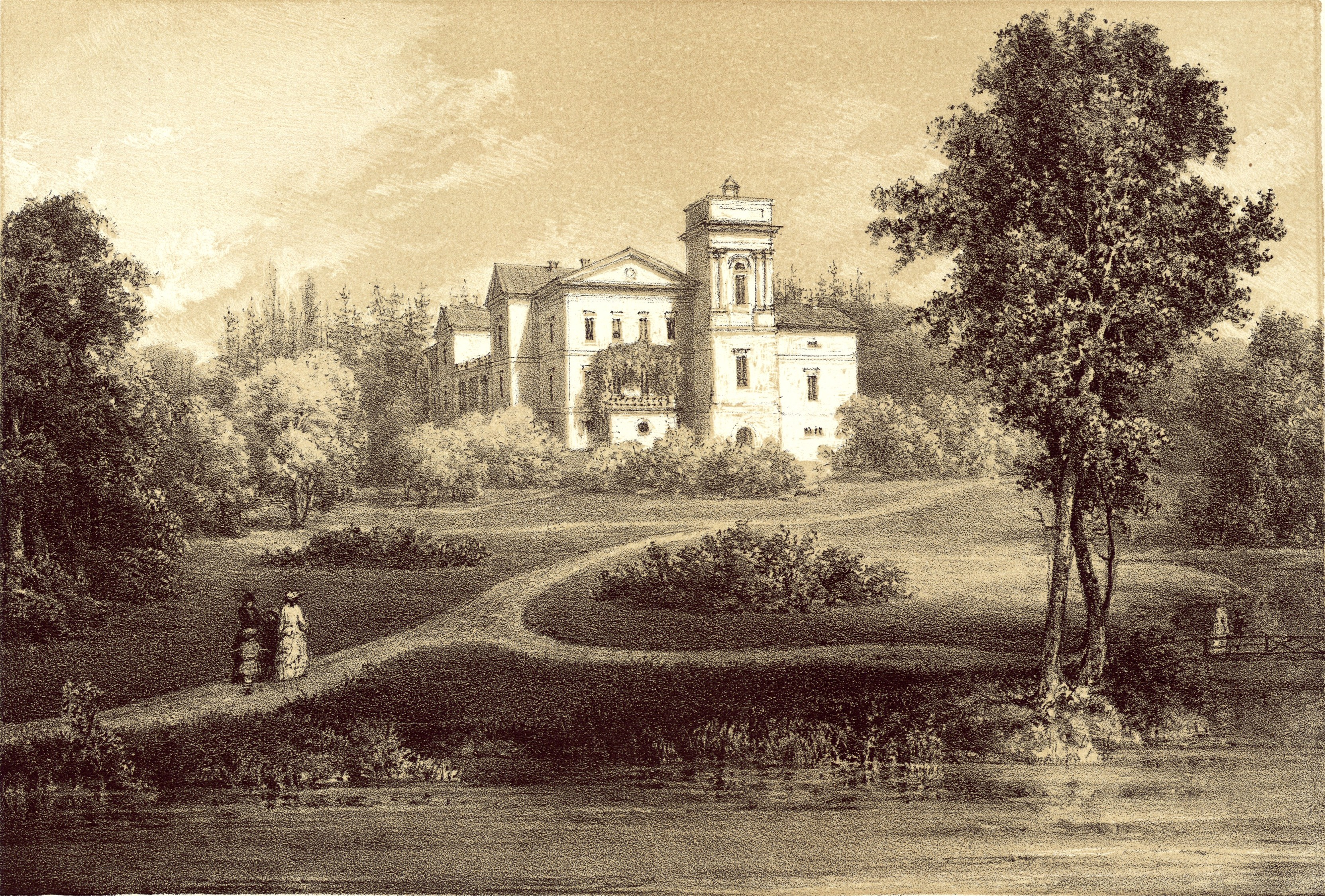
Miłosław (widok na pałac) na litografii Napoleona Ordy (1880)

Na terenie miasta znajduje się 9 obiektów zabytkowych:
- założenie urbanistyczne z XIV–XIX w. (nr rej.: 2278/A z 30.09.1993)
- kościół parafialny św. Jakuba z 1620, przebudowany w 1845, ul. Kościelna (nr rej.: 954/A z 5.03.1970)
- kościół ewangelicki z 1874-1875 (obecnie w gestii Miłosławskiego Centrum Kultury), ul. Zamkowa 21[14] (nr rej.: 1923/A z 29.12.1983)
- zespół pałacowy z początku XIX w., odbudowany po 1945:
  - pałac (nr rej.: 2304 z 17.06.1994)
  - park (nr rej.: 2304 z 17.06.1994) z wieloma okazami pomnikowych drzew (m.in. miłorząb dwuklapowy), kanałami, mostkami i stawami; w parku znajduje się pierwszy pomnik Juliusza Słowackiego na ziemiach polskich
  - oficyna (nr rej.: 1738/A z 22.12.1975) neogotycka z połowy XIX w.
- szkoła z połowy XIX w. (nr rej.: 1105/A z 6.05.1970)
- dom z 1868, ul. Zamkowa 20 (nr rej.: 1915/A z 1.12.1983)
- dom z 1851, pl. Wiosny Ludów 14 (nr rej.: 1914/A z 1.12.1983)
- dom „Bazar” z początku XX w., pl. Wiosny Ludów 24 (nr rej.: 1924/A z 29.12.1983)
- dom z ok. 1887, ul. Wrzesińska 24 (nr rej.: 2222/A z 22.01.1992)

## Galeria

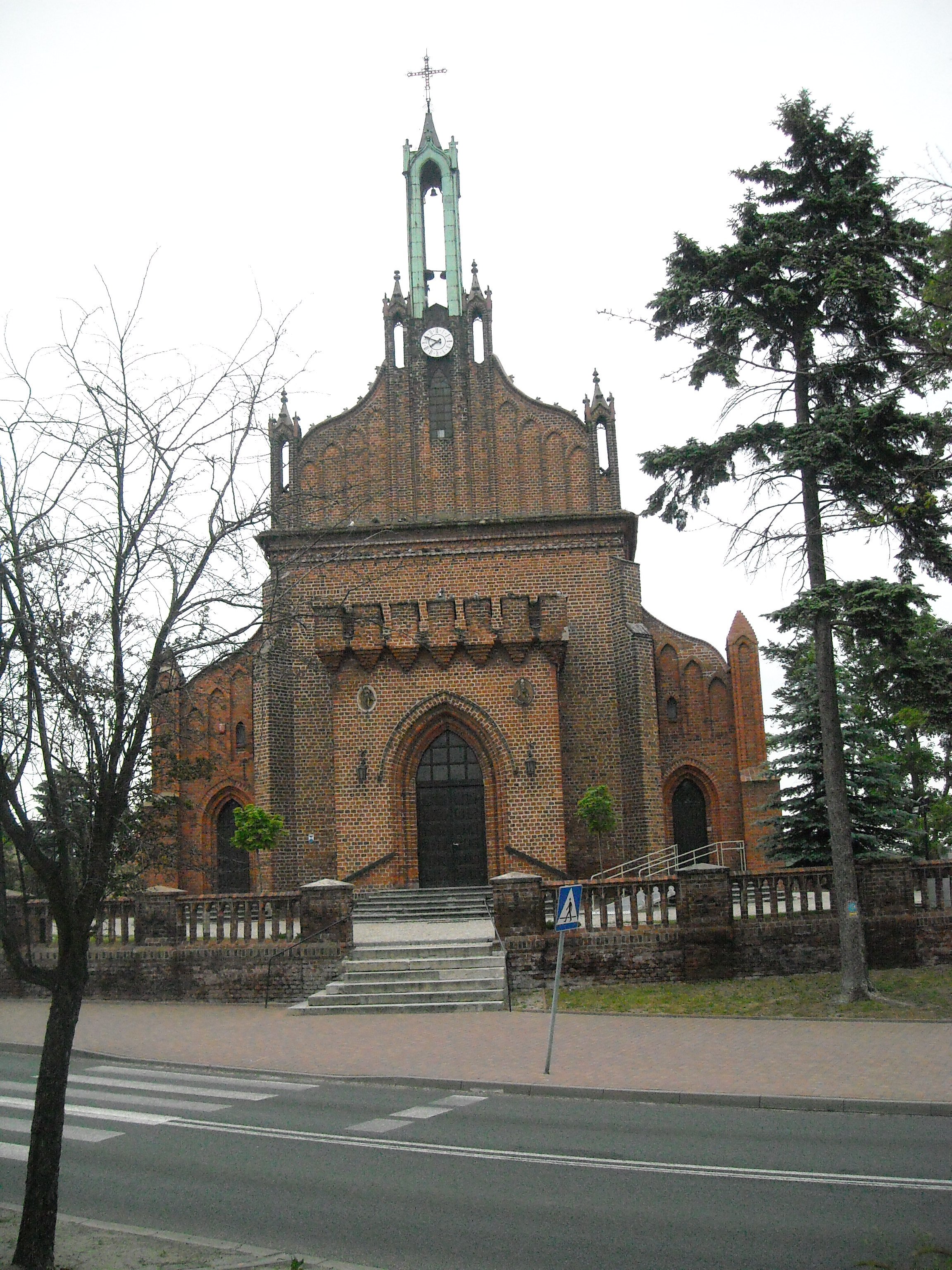
Kościół parafialny św. Jakuba
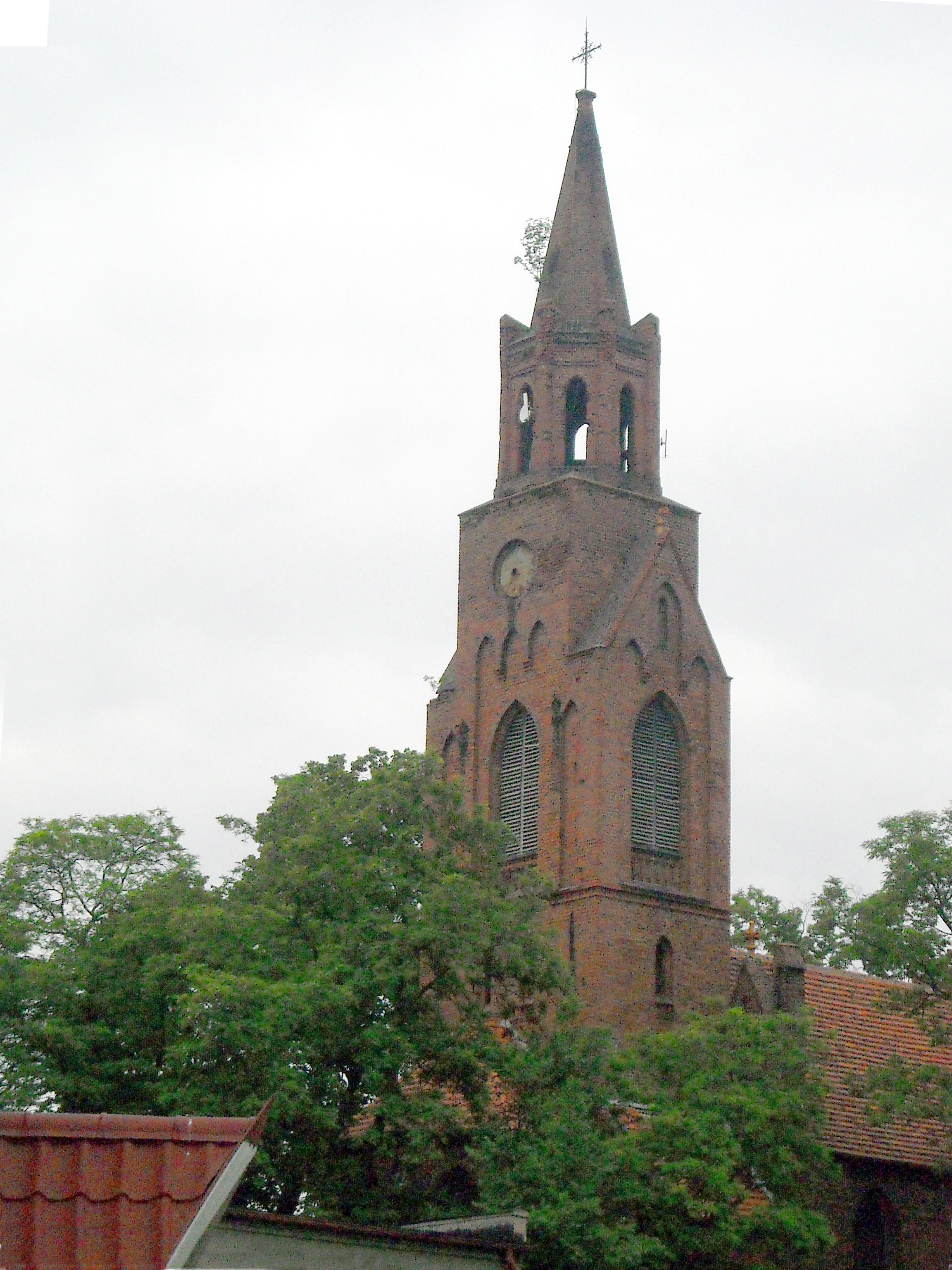
Kościół ewangelicki
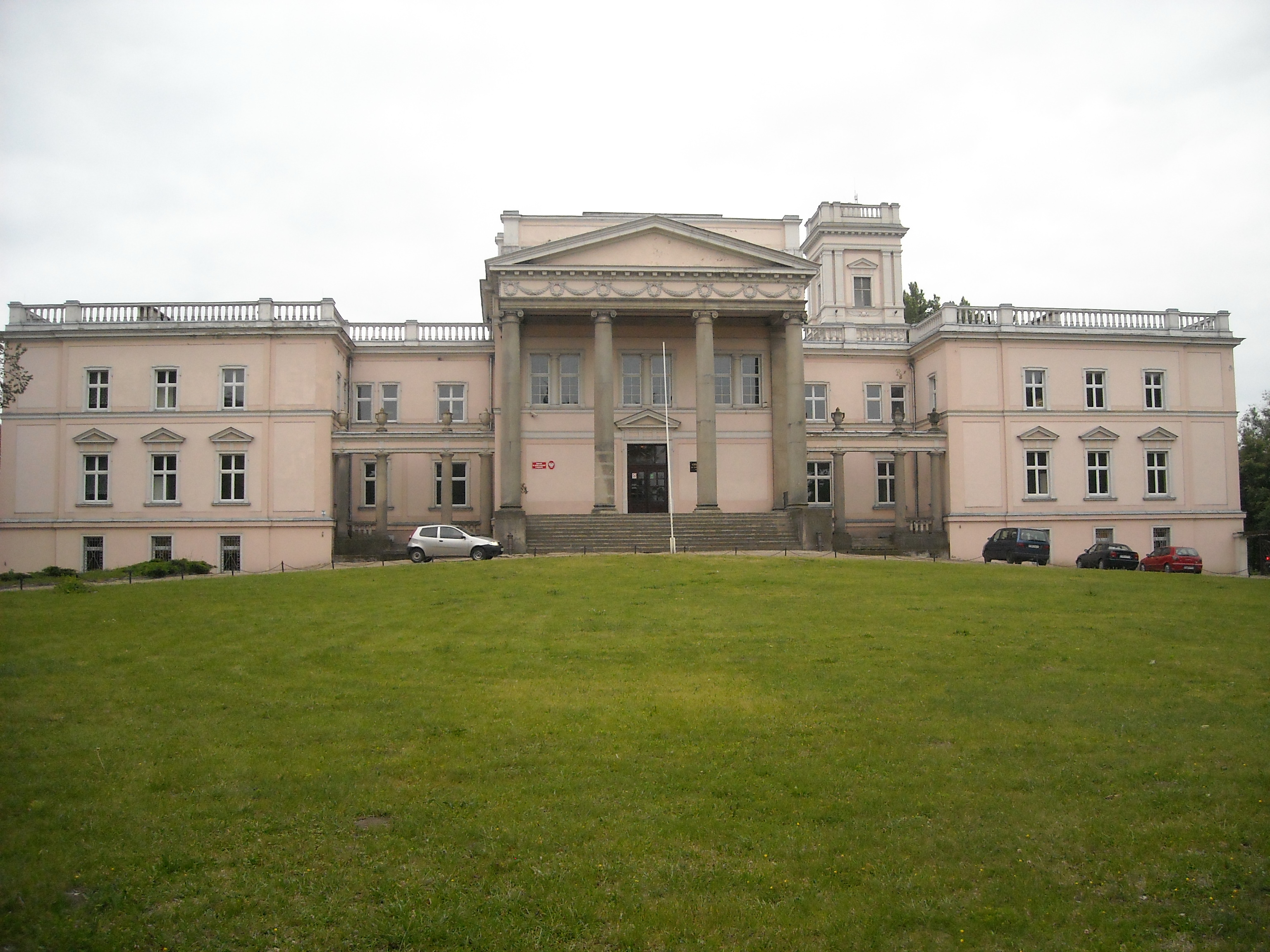
Pałac (obecnie zespół szkolno-przedszkolny)
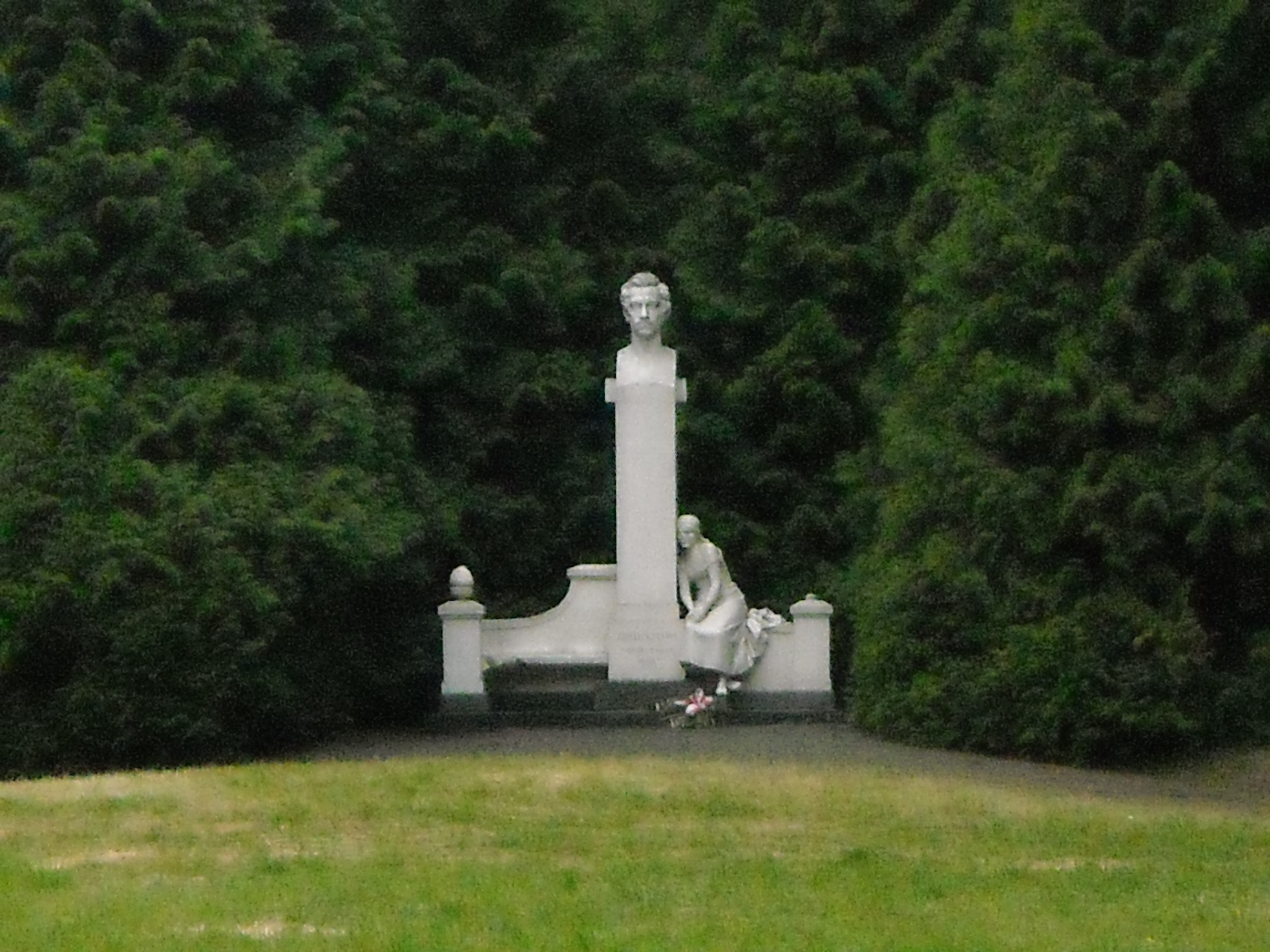
Pomnik Juliusza Słowackiego
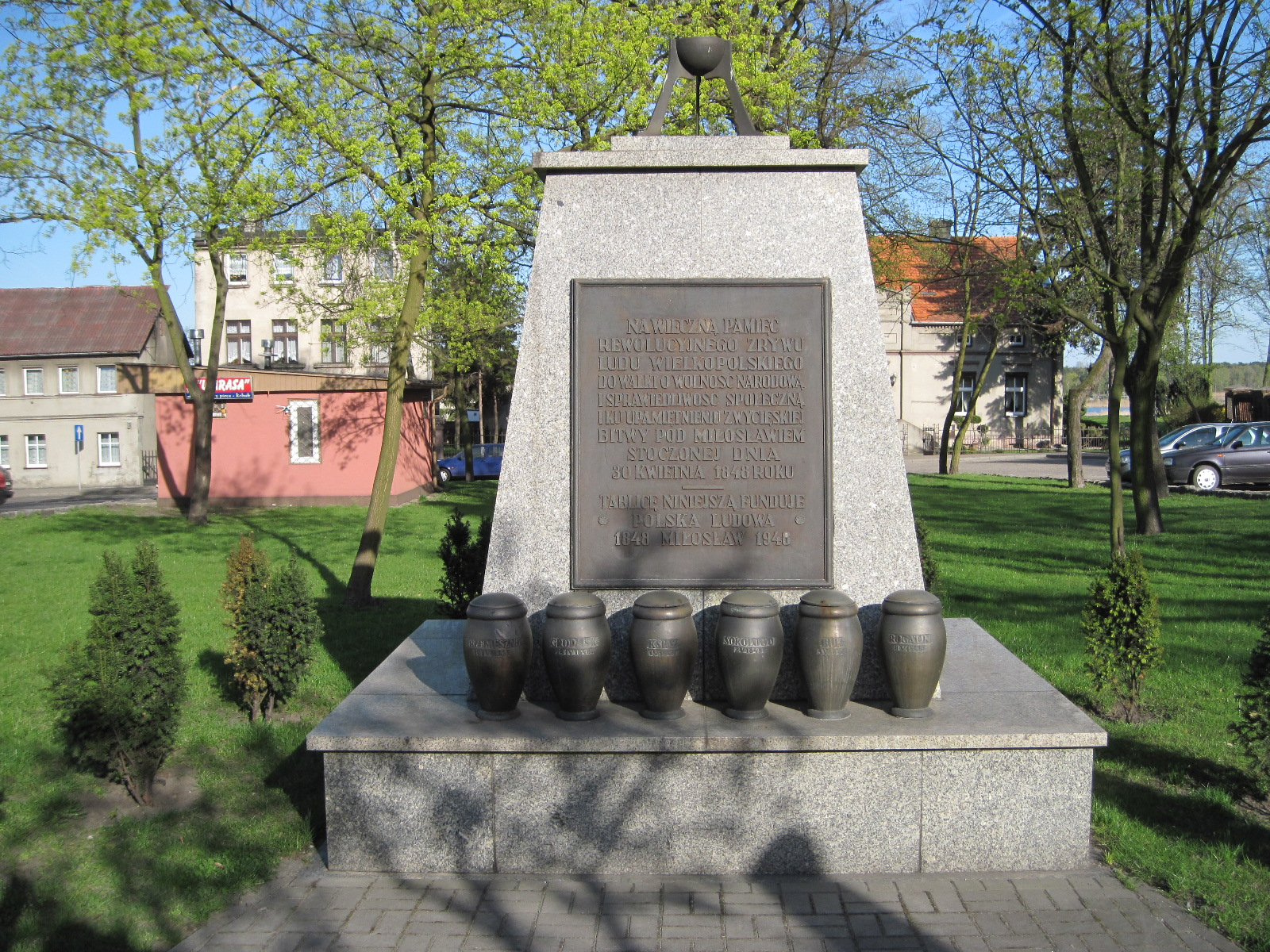
Pomnik Wiosny Ludów
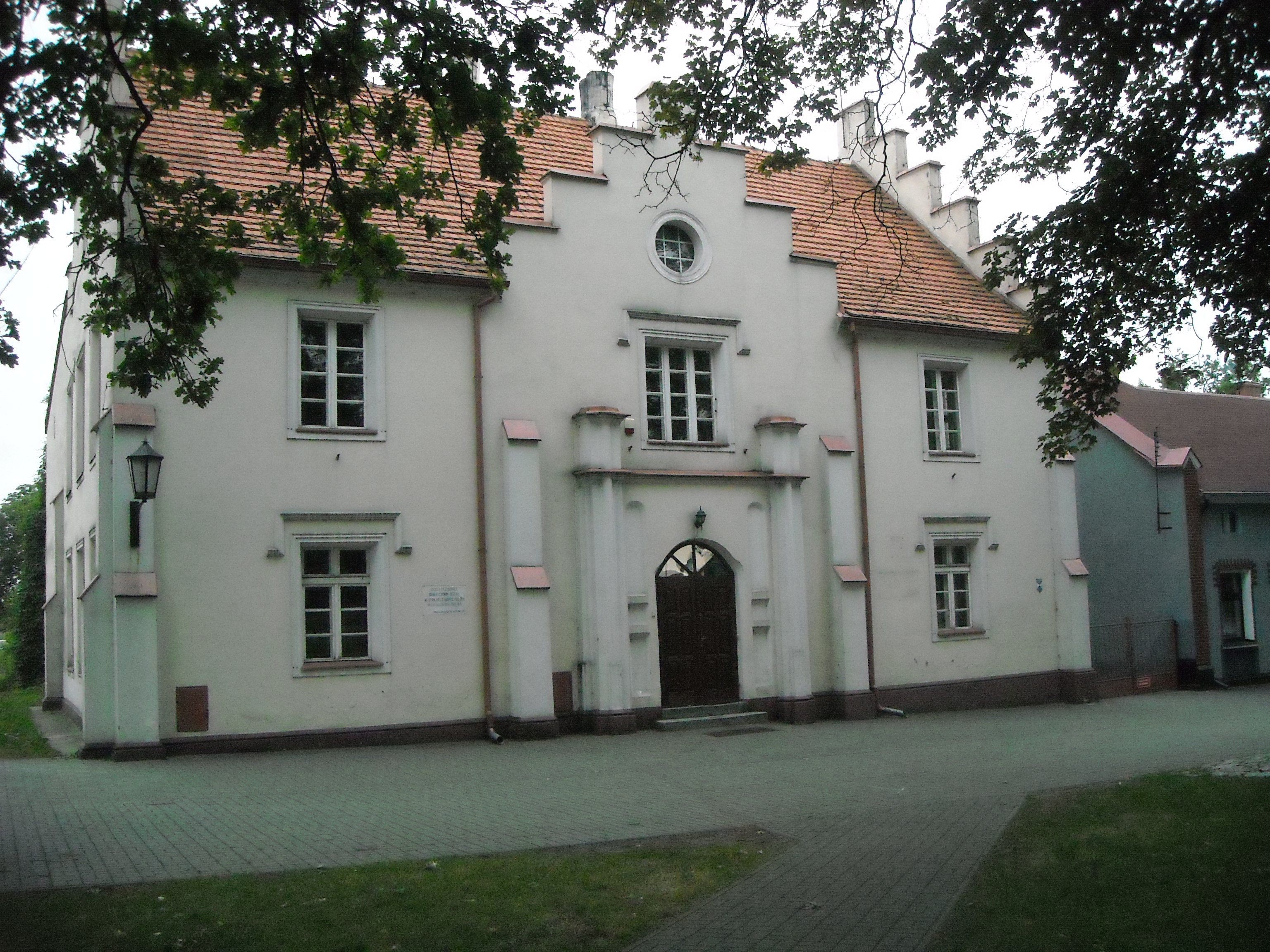
Szkoła z połowy XIX w. (do niedawna szkoła podstawowa)
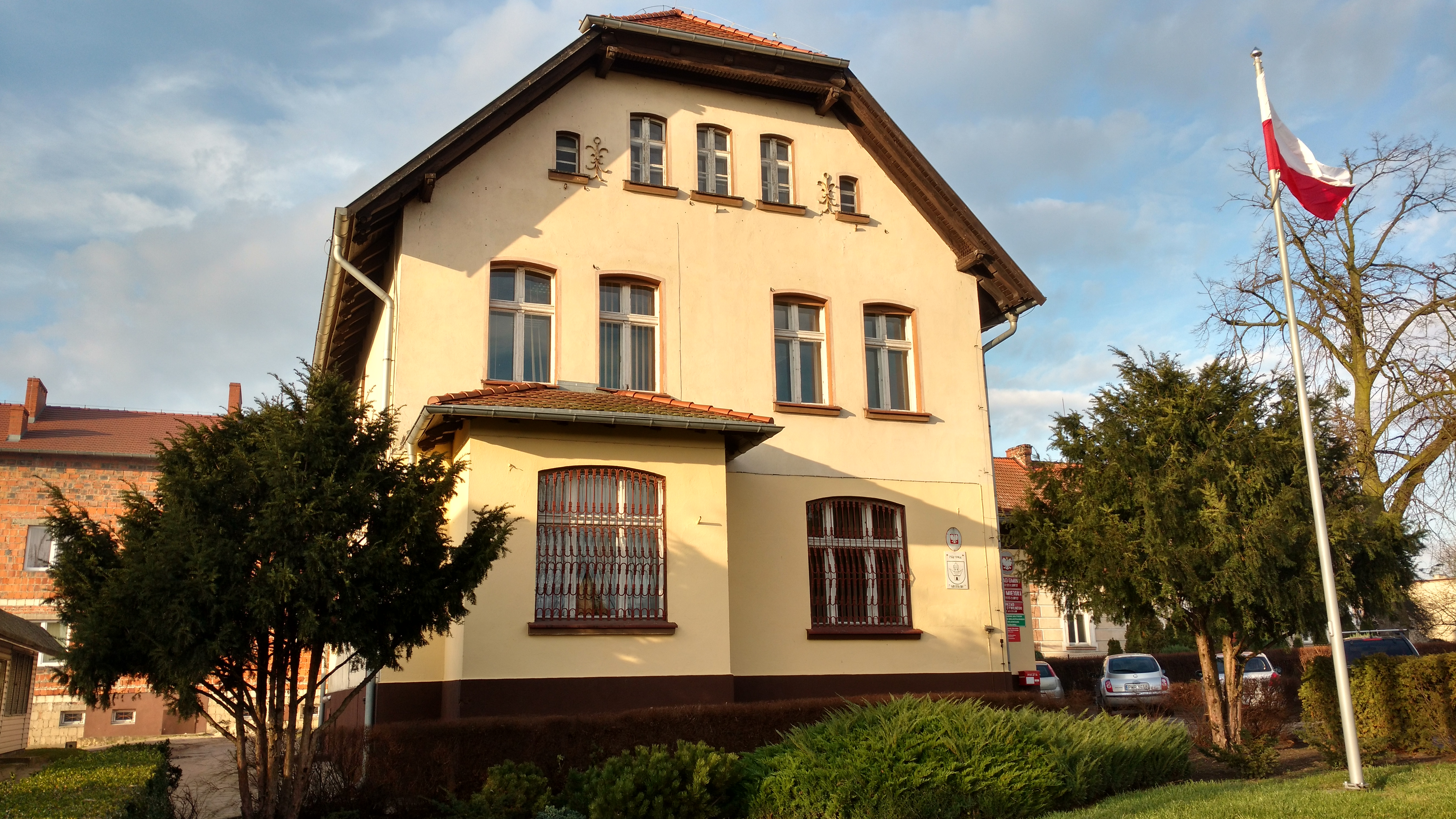
Urząd Gminy Miłosław
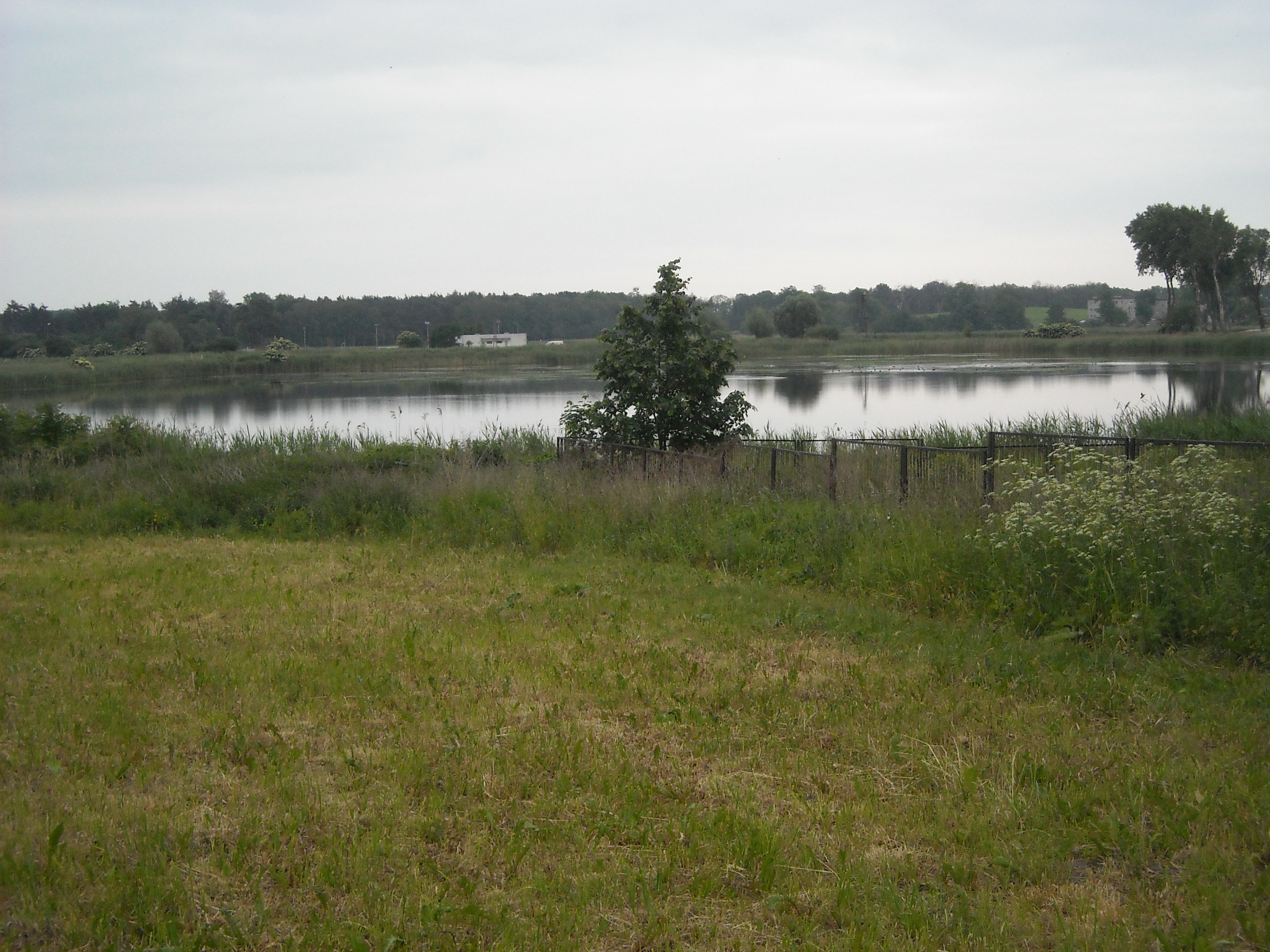
Staw

## Sport
W miejscowości działa Ludowy Klub Sportowy Orlik-Klafs Miłosław, którego sekcja piłkarska występuje w konińskiej klasie okręgowej.
Od roku 2006 działa także Miłosławskie Towarzystwo Cyklistów.

## Komunikacja
Przez miasto przebiega droga krajowa nr 15: Nowy Dwór-Trzebnica-Krotoszyn-Miłosław-Gniezno-Toruń-Ostróda, punkt początkowy w mieście ma również droga wojewódzka nr 441 Miłosław - Borzykowo. Znajduje się tu również stacja kolejowa Miłosław, położona na linii kolejowej nr 281: Oleśnica – Chojnice, obecnie po części obsługiwana przez pociągi pasażerskie. Komunikację zbiorową autobusową zapewnia Przedsiębiorstwo Komunikacji Samochodowej w Gnieźnie, oddział we Wrześni

## Przemysł
W Miłosławiu znajduje się browar Fortuna, a także Zakład Przetwórstwa Mięsnego „Miłosław”.